# Eisenbahnunfall von Tretten
| \| \| \| von Trondheim \| \| \| \| 224,15 \| Losna \| Losna \| \| \| ca. 215,5 \| Unfallstelle \| Unfallstelle \| \| \| 214,35 \| Tretten \| Tretten \| \| \| 203,24 \| Øyer \| Øyer \| \| \| \| von Oslo \| \| \| \| \| \| \| \| Kilometerangaben von Oslo S \| \| \| \| |           |               |               |
| Strecke |           | von Trondheim | von Trondheim |
| ehemaliger Bahnhof | 224,15    | Losna         | Losna         |
| | ca. 215,5 | Unfallstelle  | Unfallstelle  |
| ehemaliger Bahnhof | 214,35    | Tretten       | Tretten       |
| ehemaliger Bahnhof | 203,24    | Øyer          | Øyer          |
| Strecke |           | von Oslo      | von Oslo      |
| |           |               |               |
| Kilometerangaben von Oslo S |           |               |               |

Der Eisenbahnunfall von Tretten war der Frontalzusammenstoß zweier Züge am 22. Februar 1975 gegen 14 Uhr auf der eingleisigen, elektrifizierten Dovrebane, der sich etwa einen Kilometer nördlich des Bahnhofs Tretten ereignete, der auf dem Gemeindegebiet von Øyer in Norwegen liegt.

## Ausgangslage
Zug Nr. 351 war aus Oslo kommend nordwärts nach Åndalsnes unterwegs, in entgegengesetzter Richtung südwärts der „Dovre Express“ als Schnellzug Nr. 404 aus Trondheim nach Oslo. Beide Züge wurden von Elektrolokomotiven der Baureihe El 14 gezogen. Es handelte sich um die Lokomotiven 2183 und 2197. In den beiden Zügen reisten insgesamt etwa 800 Fahrgäste. Der Zug aus Oslo hatte Verspätung.
Der Verkehr auf der Strecke wurde ferngesteuert. Eine Zugsicherung, die verhindert hätte, dass zwei Züge gleichzeitig denselben Zugfolgeabschnitt befuhren oder bei Überfahren eines „Halt“ zeigenden Signals eine Zwangsbremsung ausgelöst wurde, existierte aber nicht. Die Kreuzung beider Züge war planmäßig im Bahnhof Tretten vorgesehen.

## Unfallhergang
Zum Unfallhergang gibt es widersprüchliche Angaben. Die NSB behaupteten, der Lokomotivführer habe ein „Halt“ zeigendes Signal überfahren. Nach anderer Darstellung hielt der Fahrdienstleiter sich an den Fahrplan und ließ den Schnellzug in den noch durch den verspäteten Osloer Zug besetzten Streckenabschnitt einfahren.
Wenige hundert Meter trennten die beiden aufeinander zufahrenden Züge, als die Lokführer sich gegenseitig wahrnahmen. Beide leiteten noch Schnellbremsungen ein, sprangen ab und retteten damit ihr Leben. Der Aufprall war so heftig, dass der aus Oslo kommende Zug auf die ersten Fahrzeuge des Schnellzugs aufkletterte.

## Folgen
Bei dem Unfall starben 27 Menschen, 25 wurden darüber hinaus verletzt. Alle Todesopfer befanden sich in den ersten Wagen des Schnellzuges, auf die der nach der Lokomotive des Zuges aus der Gegenrichtung laufende Packwagen aufkletterte und den ersten zerquetschte.
Es war der folgenreichste Eisenbahnunfall in Friedenszeiten in der Geschichte Norwegens. Der Unfall weist einige Ähnlichkeit mit dem Eisenbahnunfall von Åsta im Jahr 2000 auf.
Vom Zeitpunkt des Unfalls bis zum Eintreffen der ersten Rettungskräfte am Unfallort verging eine halbe Stunde. 300 Freiwillige halfen beim Bergen der Verletzten, 20 Krankenwagen waren im Einsatz und die norwegischen Streitkräfte unterstützten die Arbeit mit drei Hubschraubern. Es dauerte fast sechs Stunden, bis der letzte, eingeklemmte Überlebende befreit und in ein Krankenhaus gebracht werden konnte.